# گیاه‌پارچ میندانائو
گیاه‌پارچ میندانائو (نام علمی: Nepenthes mindanaoensis)، یک گونه از سرده گیاه‌پارچ‌ها و بومی فیلیپین، میندانائو و جزیره دیناگات می‌باشد.
گیاه‌پارچ میندانائو متعلق به گروه غیررسمی گیاه‌پارچ باله‌دار است که شامل، گیاه‌پارچ باله‌دار، گیاه‌پارچ سسیلیا، گیاه‌پارچ گل‌قلمی، گیاه‌پارچ سارانگانی، گیاه‌پارچ کاپلاندی، گیاه‌پارچ منقرض، گیاه‌پارچ همیگویتان، گیاه‌پارچ کیتانگلاد، گیاه‌پارچ راموس، گیاه‌پارچ لیته، گیاه‌پارچ نگروس و گیاه‌پارچ فرا می‌شود.
این گونه‌ها توسط تعدادی از خصوصیات ریخت‌شناسی، از جمله دمبرگ‌های بالدار، کلاهک‌هایی با برآمدگی‌های پایه در سطح پایین (اغلب به صورت ضمیمه) و پارچ‌های بالایی که معمولاً وسیع‌ترین نزدیک به پایه هستند، متحد می‌شوند.

گیاه‌پارچ باله‌دار جوره اِکریستاتا که توسط مکفارلن (John Muirhead Macfarlane) در مونوگرافی ۱۹۰۸ خود ((Nepenthaceae (1908 monograph))) توصیف کرد، به‌طور خلاصه مترادف گیاه‌پارچ میندانائو در نظر گرفته شد، سپس به‌عنوان گونه‌ای به خودی خود در نظر گرفته می‌شد گیاه‌پارچ کوراتا (N. kurata), قبل از اینکه آن گونه با گیاه‌پارچ راموس مترادف شود.

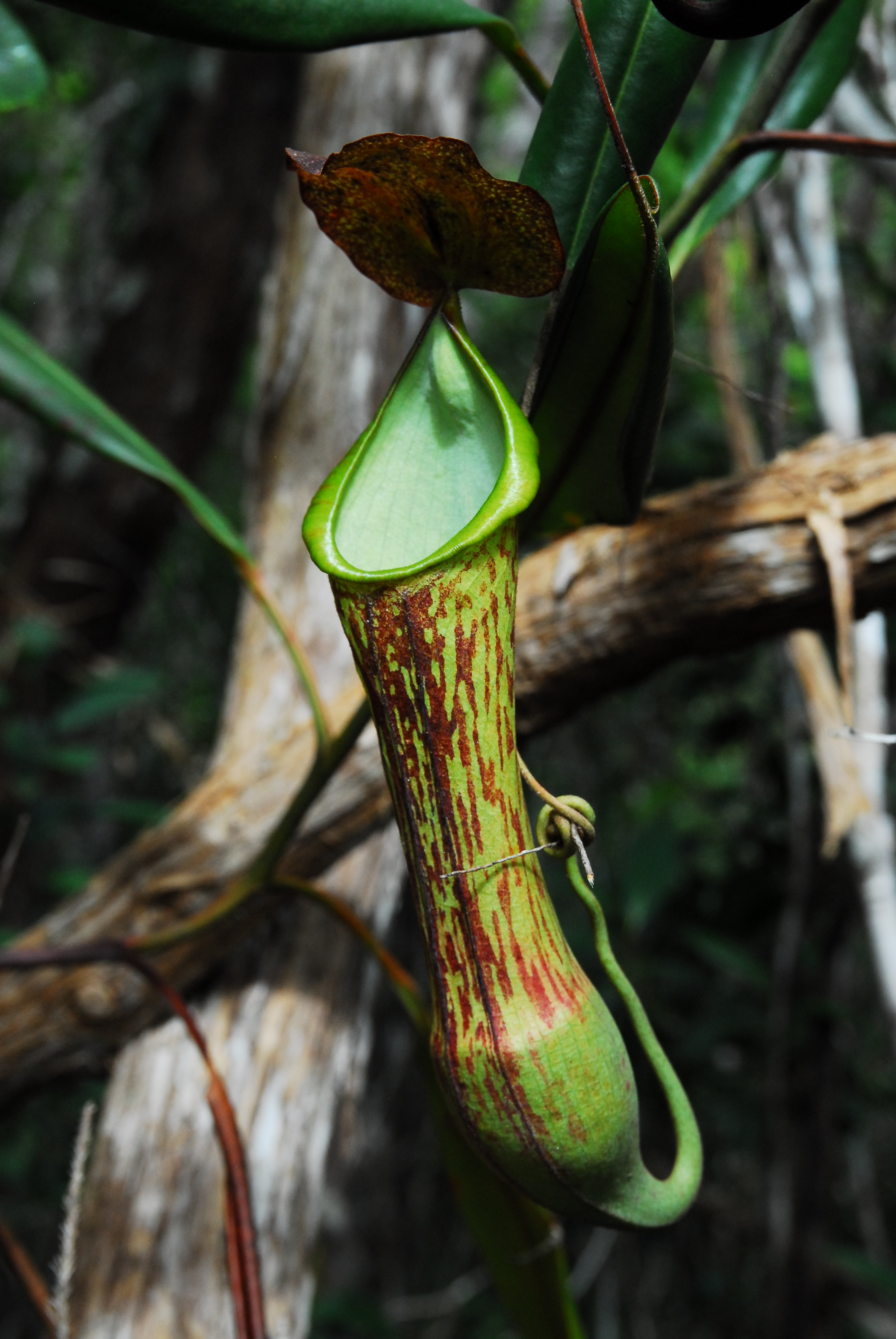
پارچ بالایی به رنگ روشن از دیناگات
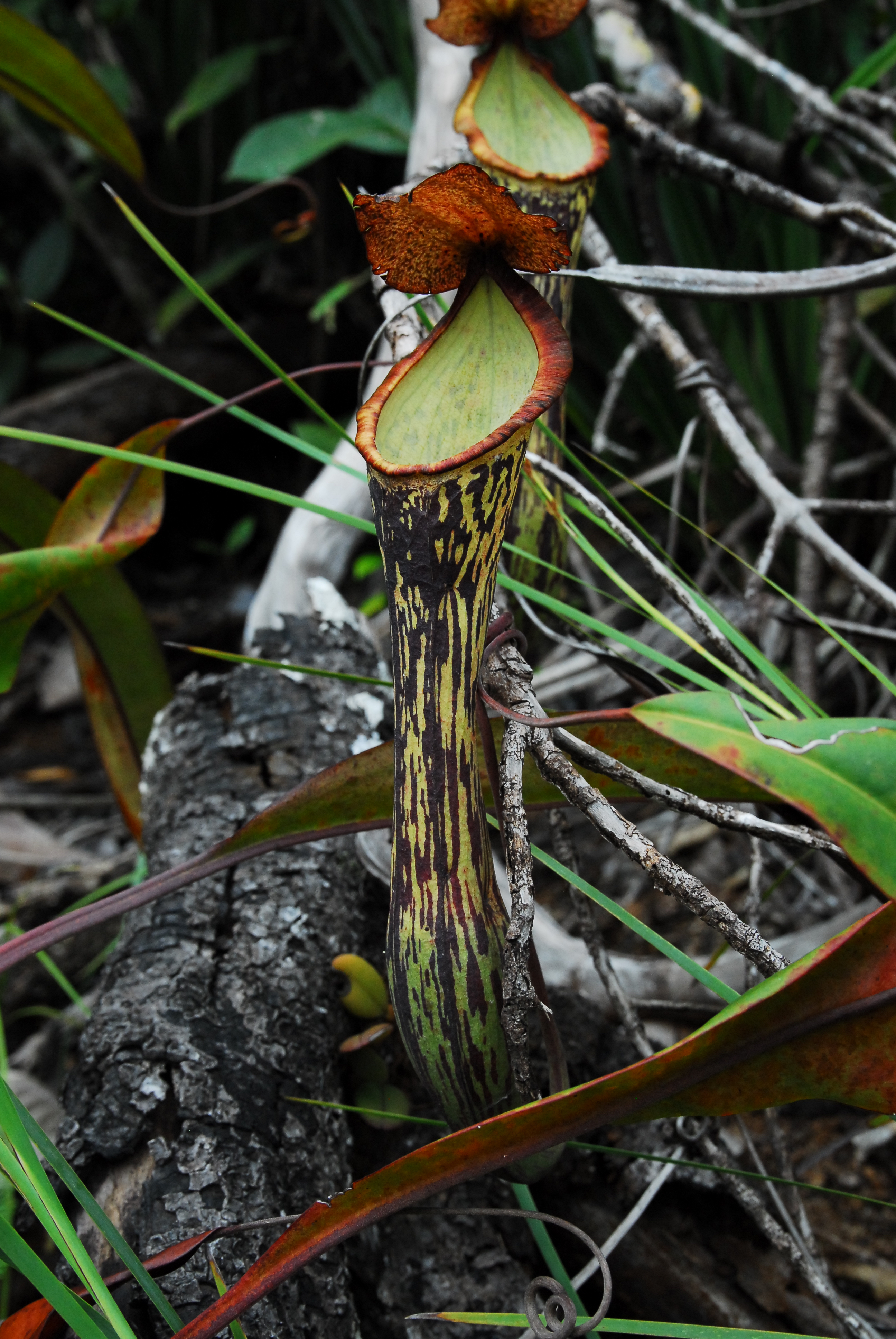
پارچ بالایی با رنگدانه‌های تیره‌تر از دیناگات
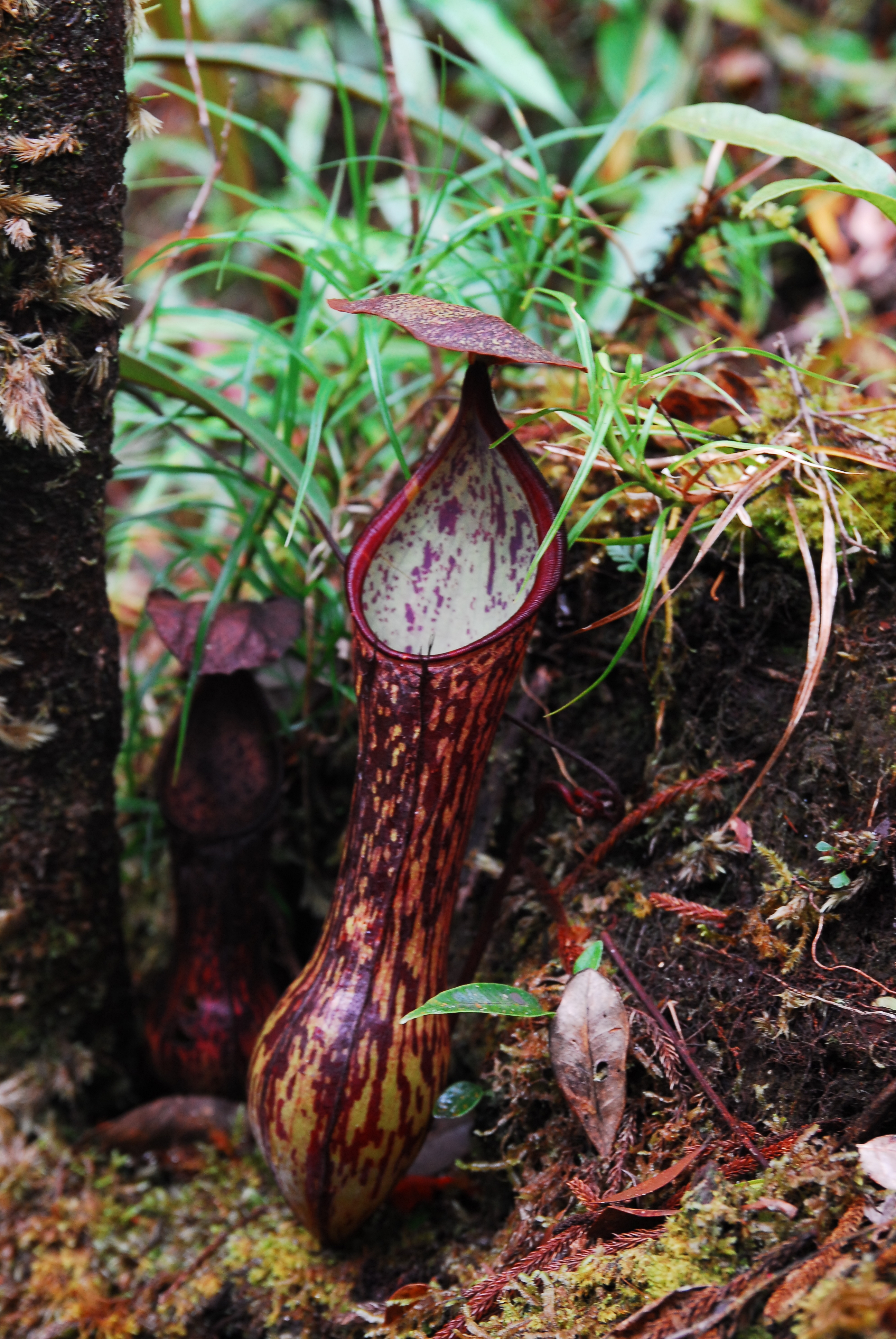
یک پارچ پایین‌تر از کوه ماسای، میندانائو
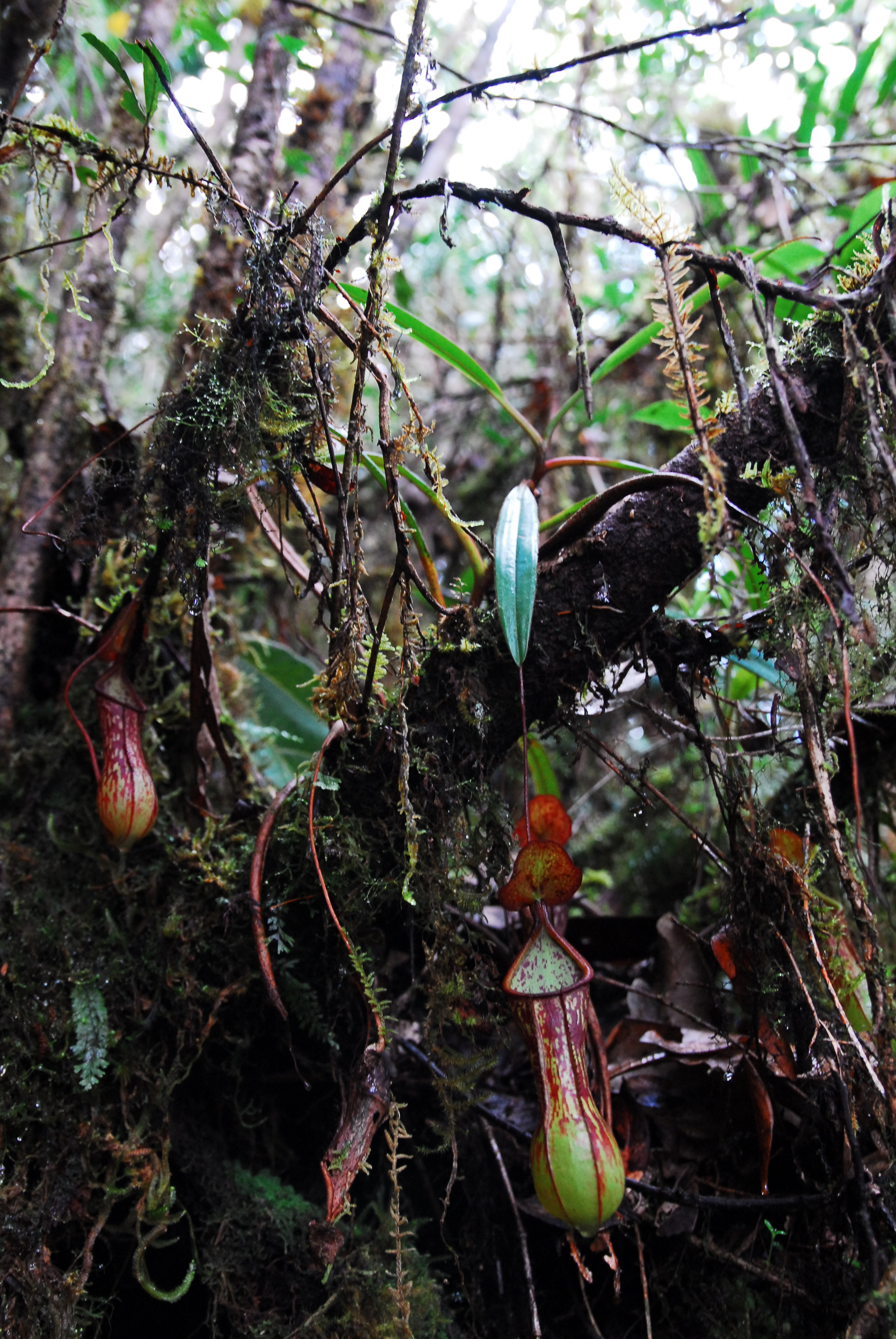
گیاه هوازی از کوه ماسای
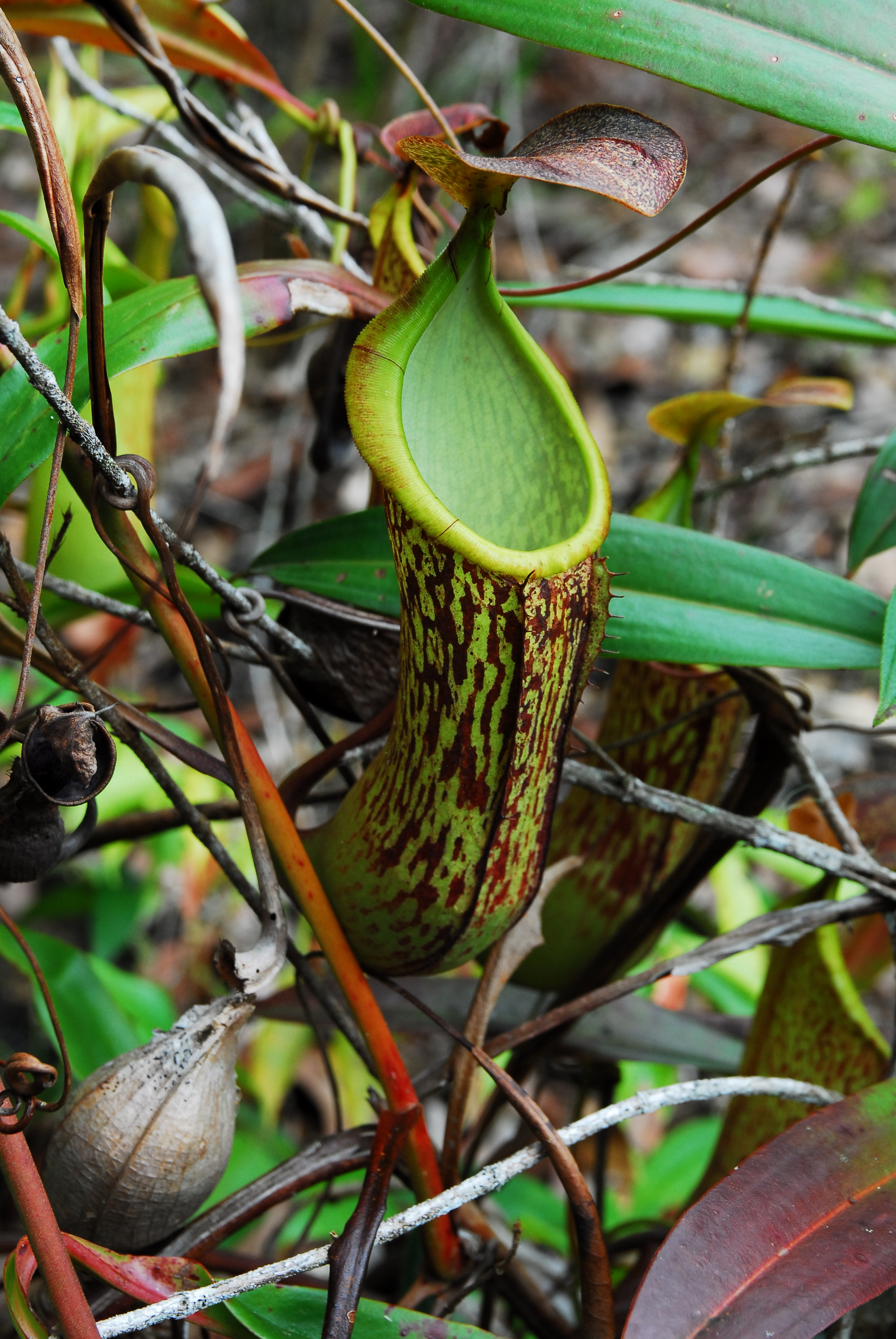
پارچ بالایی از کوه همیگویتان، میندانائو

## دورگه‌های طبیعی
گیاه‌پارچ باله‌دار × گیاه‌پارچ میندانائو
گیاه‌پارچ بلی × گیاه‌پارچ میندانائو
گیاه‌پارچ مریلیانا × گیاه‌پارچ میندانائو
گیاه‌پارچ میندانائو × گیاه‌پارچ افراشته
گیاه‌پارچ میندانائو × گیاه‌پارچ شبه‌کرم
گیاهان خاصی از کوه همیگویتان ممکن است نشان‌دهنده تلاقی بین گیاه‌پارچ جاستینا (قبلاً به‌عنوان گیاه‌پارچ میندانائو) و گیاه‌پارچ همیگویتان، گیاه‌پارچ ریزخمره و گیاه‌پارچ سپردار باشند.